# ECW Anarchy Rulz (jeu vidéo)
Pour les articles homonymes, voir Anarchy Rulz.
ECW Anarchy Rulz est un jeu vidéo de catch sortit par la Acclaim Entertainment en 2000 et basé sur la Extreme Championship Wrestling (ECW). Il est sorti seulement sur PlayStation et Dreamcast. Le jeu est le successeur de ECW Hardcore Revolution.

## Spécialités
Après la déception de ECW Hardcore Revolution, pour plusieurs raisons, dont le manque de l'esprit ECW, Acclaim essayait de compenser ceci en ajoutant d'autres types de matchs. Notamment le Street Fight, Table Match, Inferno Match, Dumpster Match, Lion's Den, Hate Match, et Team Rumble.
Le jeu comprend aussi un nouveau système de contrôle du catcheur, mais ceci reste assez proche de ce qui est créé dans les autres séries comme celle de WWF War Zone. Parmi ces additions, on trouve aussi l'ajout d'un mode carrière.
C'était le dernier jeu qui était fait pour la ECW avant son rachat par la World Wrestling Entertainment (WWE), mais Acclaim a aussi produit la série des Legends of Wrestling. L'incarnation de la ECW par la WWE est apparue dansWWE SmackDown vs. Raw 2008.

## Personnages
- Bill Alfonso
- Amish Roadkill
- Angel
- Beautiful Billy
- Balls Mahoney
- Big Sal E. Graziano
- C.W. Anderson
- Chris Chetti
- Steve Corino
- Justin Credible
- Cyrus
- Dawn Marie
- DeVito
- Danny Doring
- Tommy Dreamer
- Elektra
- John Finnegan
- Francine
- Joel Gertner
- Little Guido
- Paul Heyman
- Jason
- Jazz
- Judge Jeff Jones
- Jerry Lynn
- Kid Kash
- Lou E. Dangerously
- Jim Molineaux
- New Jack
- Nova
- Rhino
- Dusty Rhodes
- Rob Van Dam
- Super Crazy
- Simon Diamond
- Sandman
- Spike Dudley
- Lance Storm
- Joey Styles
- Tajiri
- Tanaka
- The Prodigy
- Jack Victory
- Mikey Whipwreck